# Alice Bruce
Pour les articles homonymes, voir Bruce.
Alice Bruce (29 avril 1867 - 4 novembre 1951) est une administratrice de collège britannique. Elle est principale adjointe de Somerville Hall, à Oxford de 1898 à 1929, et présidente d'Aberdare Hall, à Cardiff de 1929 à 1936.

## Biographie
Alice Bruce naît à Londres. Elle est la plus jeune fille d'Henry Austin Bruce, premier baron Aberdare et de sa seconde épouse Nora Creina Blanche née Napier. Son père est président du comité pour l'enseignement secondaire et supérieur au pays de Galles en 1880-1881, sa mère est l'une des fondatrices du Aberdare Hall, résidence pour étudiantes ouverte à Cardiff en 1883, et la première présidente de la résidence de 1883 à 1895. Son grand-père maternel, William Napier est officier durant les guerres napoléoniennes puis historien militaire. 
Elle est éduquée à domicile et au Bedford College de Londres, puis s'inscrit à Somerville Hall à Oxford où elle obtient une mention bien aux examens d'histoire en 1890. En 1894, elle retourne à Somerville comme secrétaire, puis elle devient principale-adjointe auprès de la principale, Agnes Catherine Maitland, de 1898 à 1929. Elle est également tutrice d'anglais et de français, et encourage la pratique du sport au collège, elle-même pratique le tennis. Elle est membre de différents comités universitaires à Oxford, et elle représente le conseil privé au comité de direction de l'University College of South Wales and Monmouthshire, créé en 1883. Elle est vice-présidente du Girls' Public Day School Trust. Elle est nommée fellow titulaire de Somerville College en 1922. Elle prend sa retraite académique en 1929 et est nommée fellow honoraire. 

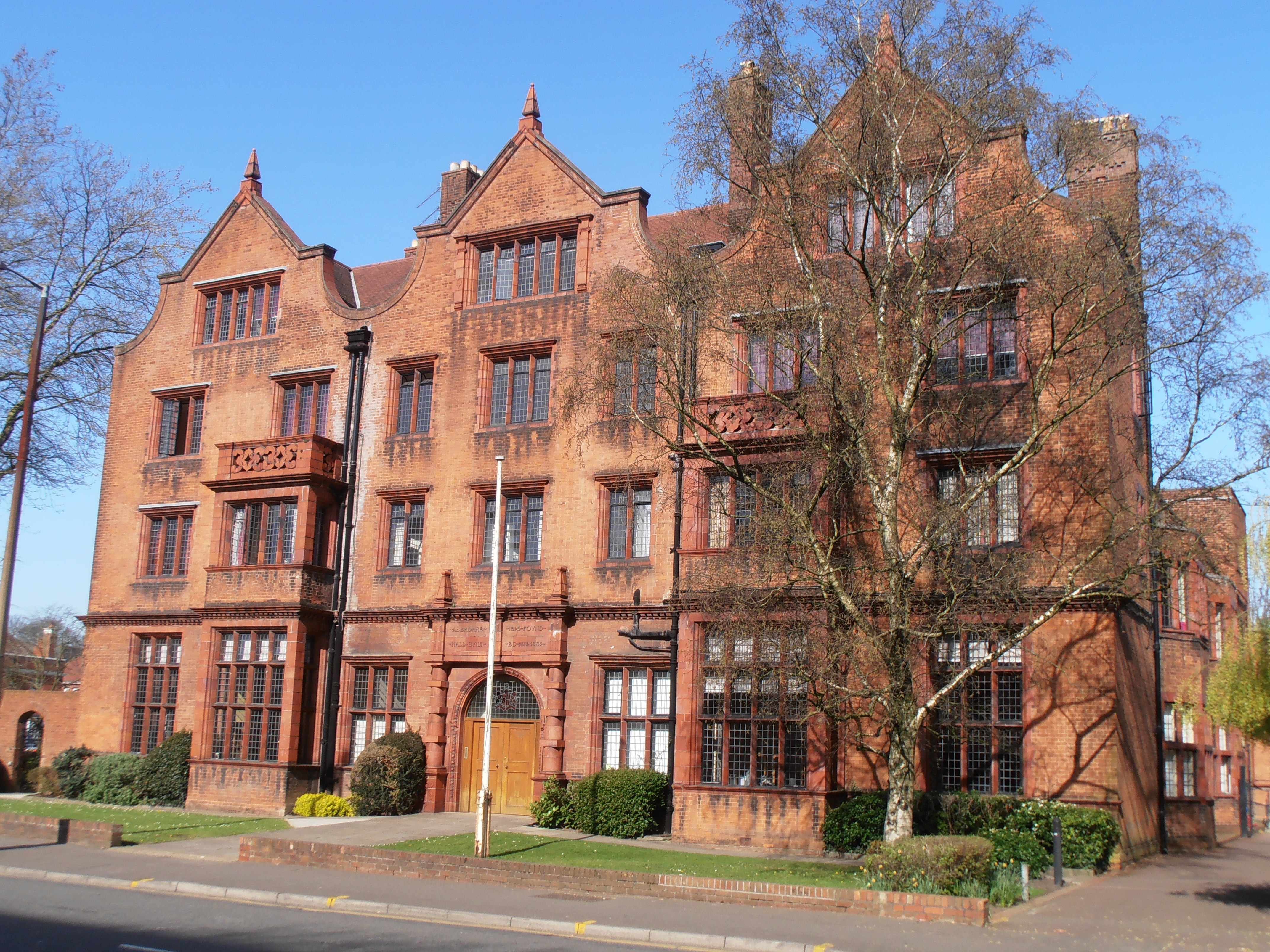
Aberdare Hall

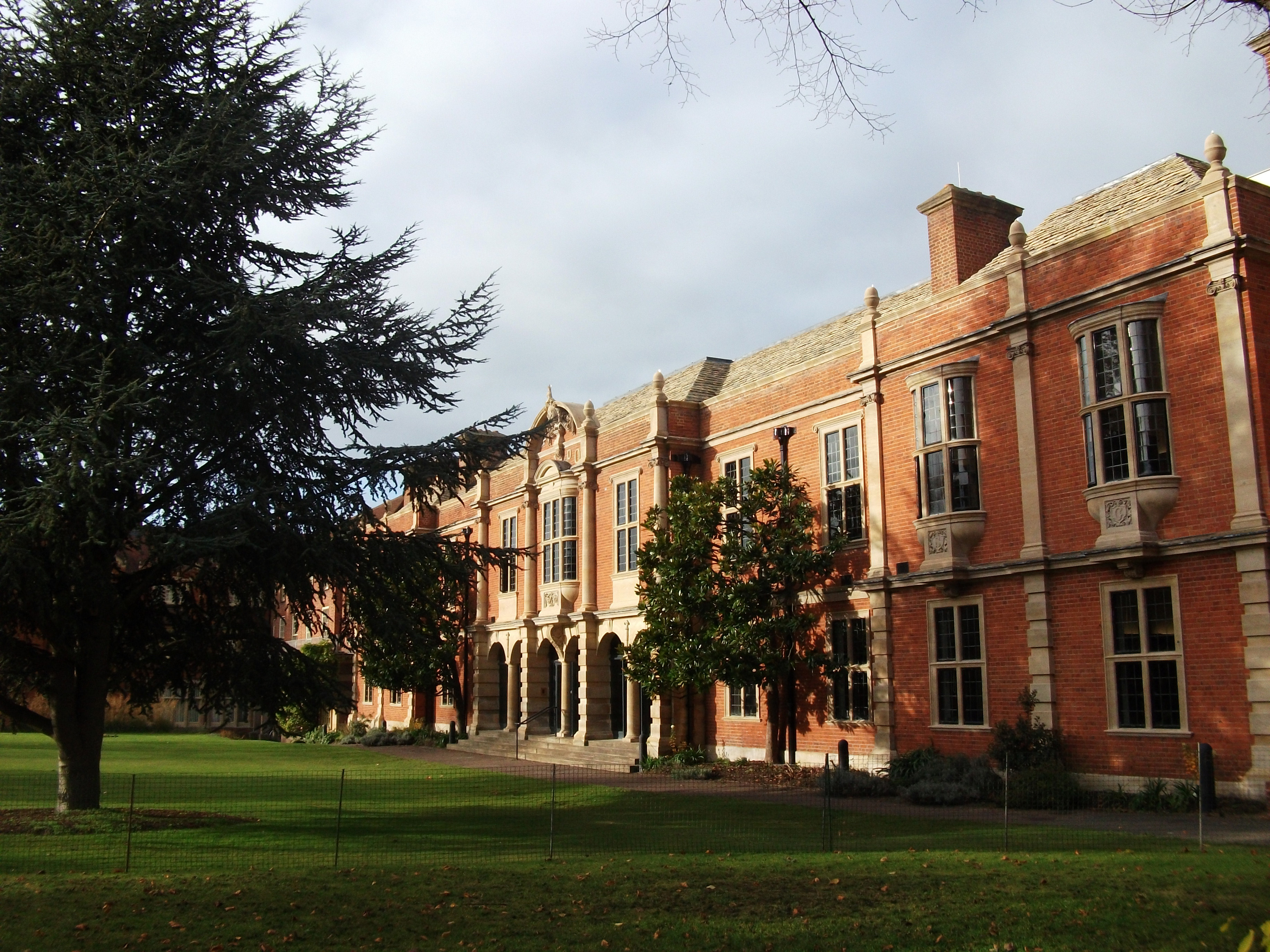
Bibliothèque de Somerville College

Elle est nommée présidente d'Aberdare Hall, à Cardiff en 1929, fonction qu'elle exerce jusqu'en 1936. 
Alice Bruce meurt à son domicile à Headington Hill, dans la banlieue d'Oxford, le 4 novembre 1951 et elle est inhumée à St Andrew's Church, Headington, le 8 novembre. Elle a fait don en 1935 de ses livres de langues modernes à la bibliothèque de Somerville College, et lègue au collège à sa mort une somme de 500 £.
L'écrivaine Vera Brittain, elle-même ancienne élève de Somerville, évoque sa « timidité » et son « manque d'assurance » dans son livre sur les femmes d'Oxford. Une ancienne collègue évoque quant à elle sa « sagesse et sa tolérance » en ce qui concerne sa façon d'appréhender les affaires du collège. Somerville College possède un portrait d'elle, réalisé par Robert Duckworth Greenham.